# Jean-Henri Fabre
Jean-Henri Casimir Fabre (Saint-Léons, Aveyron, 21 de diciembre de 1823-11 de octubre de 1915) fue un naturalista, humanista, micólogo, entomólogo, escritor apasionado por la naturaleza, y poeta francés.
Fabre era un niño excepcionalmente inteligente, destacado en la escuela a escasa edad. Logró el certificado de instrucción de maestro a los 19 años, enseñó en Carpentras y Ajaccio.
Maestro, físico, y botánico, sin embargo se lo conoce tal vez principalmente por sus trabajos en el campo de la entomología -el estudio de insectos-, hasta el punto de que es considerado por muchos como el padre de la entomología moderna.
Fabre escribió textos escolares para la enseñanza de las ciencias, de la Botánica en particular. De él son muy reconocidos una serie de textos denominados "Souvenirs Entomologiques" (Recuerdos entomológicos), traducidos a quince idiomas. La influencia de Fabre se percibe en los trabajos de naturalista de su compañero Charles Darwin. Fabre, sin embargo, estaba en contra de la teoría de la evolución.
En 1852 obtuvo la cátedra de Química del liceo de Aviñón, donde permaneció hasta 1871.
Se retiró a Sérignan a partir de 1878.El 11 de julio de 1887 fue elegido miembro correspondiente de la Academia de las Ciencias, y su jubileo se celebró el 3 de abril de 1910.
La última casa de Jean-Henri Fabre y su oficina, el Harmas de Sérignan en Provenza, Francia, se mantiene en pie y actualmente es un museo consagrado a sus trabajos.
A este autor le debemos la pava o caldera de Fabre, herramienta utilizada por los apicultores, para pegar la cera estampada en la parte del cabezal del cuadro móvil.

## Obra
- Scène de la vie des insectes

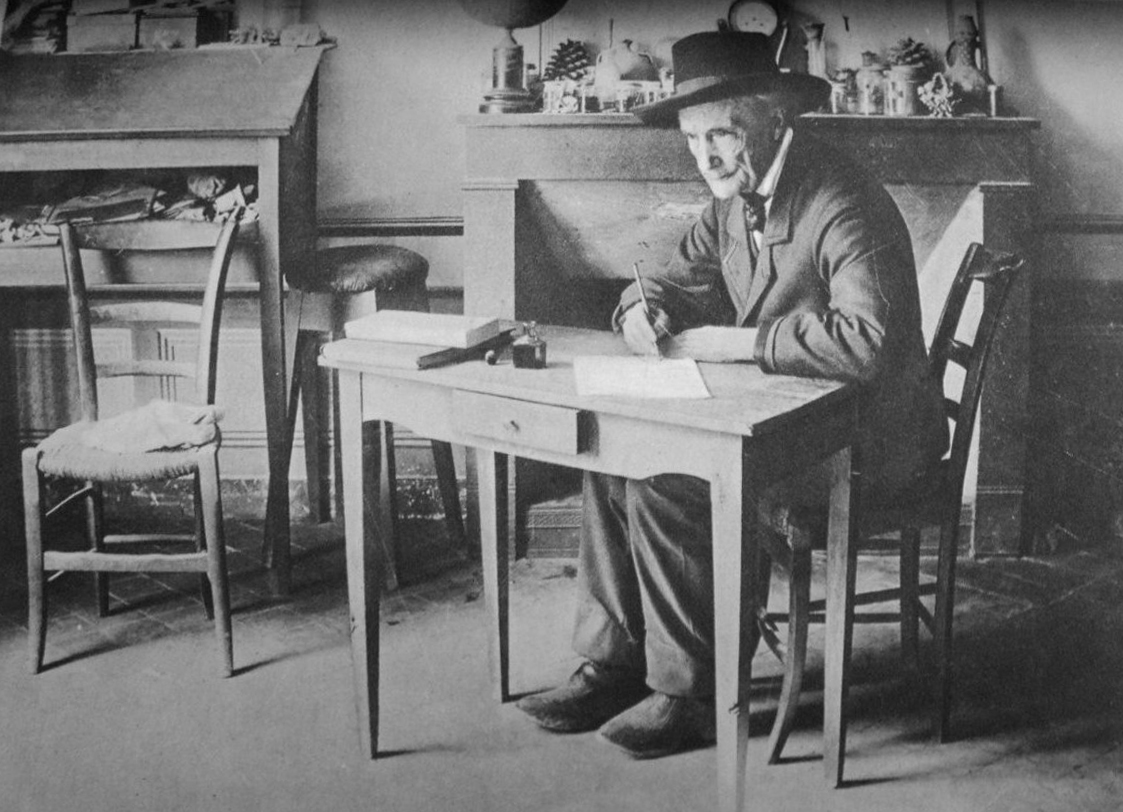
Fabre, hacia 1910, sentado en su escritorio de trabajo.

- Chimie agricole (libro escolar) (1862)
- La Terre (1865)
- Le Ciel (libro escolar) (1867) - Lectura en gallica
- Catalogue des « Insectes Coléoptères observés aux environs d'Avignon» (1870)
- Les Ravageurs (1870)
- Les Auxiliaires (1873)
- Aurore (libro escolar) (1874) Lectura en gallica
- Botanique (libro escolar) (1874)
- L'Industrie (libro escolar) (1875)
- Les Serviteurs (libro escolar) (1875)
- Sphériacées du Vaucluse (1878)
- Souvenirs entomologiques - 1.ª serie (1891) - (1879) - Lectura en gallica
- Etude sur les moeurs des Halictes (1879)
- Le Livre des Champs (1879)
- Lectures sur la Botanique (1881)
- Nouveaux souvenirs entomologiques - 2.ª serie (1882) - Lectura en gallica
- Lectures sur la Zoologie (1882)
- Zoologie (libro escolar) (1884)
- Souvenirs entomologiques - 3.ª serie (1886) - Lectura en gallica
- Histoire naturelles (libro escolar) (1889)
- Souvenirs entomologiques - 4.ª serie (1891) - Lectura en gallica
- La plante: leçons à mon fils sur la botanique (libro escolar) (1892) - Lectura en gallica
- Souvenirs entomologiques - 5.ª serie (1897) - Lectura en gallica
- Souvenirs entomologiques - 6.ª serie (1900) - Lectura en gallica
- Souvenirs entomologiques - 7.ª serie (1901) - Lectura en gallica
- Souvenirs entomologiques - 8.ª serie (1903)
- Souvenirs entomologiques - 9.ª serie (1905)
- Souvenirs entomologiques - 10.ª serie (1909)
- Oubreto Provençalo dou Felibre di Tavan (1909)
- La Vie des insectes (1910)
- Mœurs des insectes (1911)
- Les Merveilles de l'instinct chez les insectes (1913)
- Le monde merveilleux des insectes (1921)
- Poésie françaises et provençales (1925) (ed. final)
- La Vie des araignées (1928)
- J. Henri Fabre, The Life of the Grasshopper. Dodd, Mead, & Co. 1917. ASIN B00085HYR4
- J. Henri Fabre, The Life of the Caterpillar. Dodd, Mead, 1919. ASIN B00089FB2A
- J. Henri Fabre, Field, Forest, & Farm: Things interesting to young nature lovers, including some matters of moment to gardeners and fruit-growers. The Century Co. 1919. ASIN B00085PDU4
- J. Henri Fabre, This Earth is Ours: Talks about Mountains and Rivers, Volcanoes, Earthquakes, & Geysers & Other Things. Albert & Charles Boni, 1923. ASIN B000EHLE22
- J. Henri Fabre, The Glow-Worm and Other Beetles. Dodd, Mead, 1924. ASIN B000882F2K
- J. Henri Fabre, The Mason Bees. Garden City, 1925. ASIN B00086XXU0; Reimpreso en 2004 × Kessinger Publishing; ISBN 1417916761; ISBN 978-1417916764
- J. Henri Fabre, Curiosities of Science. The Century Company, 1927. ASIN B00086KVBE
- J. Henri Fabre, The Insect World of J. Henri Fabre. Introducción y Comentarios Interpretivos × Edwin Way Teale; 1991 ed. × Gerald Durrell. Publicado × Dodd, Mead en 1949; Reimoreso × Beacon Press en 1991; ISBN 0-8070-8513-8
- J. Henri Fabre, The Life of the Spider. Prefacio × Maurice Maeterlinck; Introducción × John K. Terres. Publicado × Horizon Press, 1971; ISBN 0-8180-1705-8 (1.ª publicada × Dodd, Mead, & Co. en 1913, ASIN B00085D6P8)
- J. Henri Fabre, The Life of the Fly. Fredonia Books, 2001. ISBN 1589630262; ISBN 978-1589630260
- J. Henri Fabre, The Hunting Wasps. Univ. Press of the Pacific, 2002. ISBN 1410200078; ISBN 978-1410200075
- J. Henri Fabre, The Wonders of Instinct: Chapters in the Psychology of Insects. Univ. Press of the Pacific, 2002. ISBN 0898757681; ISBN 978-0898757682

### Escritos pedagógicos
- Libros escolares y lecturas destinadas a los jóvenes con más de diez materias, con detalles de poemas franceses
- "Souvenirs_entomologiques", monumentales cuatro mil páginas publicado en diez series de 1879 a 1907, observando el mundo de los insectos.

## Honores

### Odonimia
- París: Rue Jean-Henri-Fabre, XVIII Distrito
- Carpentras (Vaucluse): un edificio escolar porta su nombre

## Abreviatura en zoología
La abreviatura Fabre se emplea para indicar a Jean Henri Fabre como autoridad en la descripción y taxonomía en zoología.

## Abreviatura en botánica
La abreviatura Fabre se emplea para indicar a Jean Henri Fabre como autoridad en la descripción y clasificación científica de los vegetales. (consulte el listado de todos los géneros y especies descritos por este autor en IPNI).